# Charles Cros

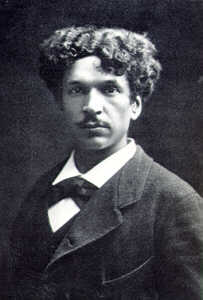
Charles Cros

Charles Cros (* 1. Oktober 1842 in Fabrezan, Département Aude; † 9. August 1888 in Paris) war ein französischer Dichter und Erfinder.

## Leben
Charles Cros war ein angesehener Dichter und ein humorvoller Autor. 1871 gründete er den Dichterkreis Cercle des poètes Zutiques. Im technischen Bereich entwickelte er mehrere verbesserte Methoden in der Fotografie, u. a. eine frühe Methode der Farbfotografie. Außerdem entwickelte er verschiedene Verbesserungen im Bereich der Telegrafie.
Am bekanntesten ist er dafür, dass er kurz davor war, das erste Gerät zur Tonaufzeichnung zu erfinden. Im April 1877 reichte er bei der Naturwissenschaftlichen Akademie in Paris eine Arbeit ein, in der er berichtete, dass die Schwingungen von Schallwellen durch einen auf einer vibrierenden Membran befestigten Stift gemessen werden können. Weiter berichtete er, dass man mit dieser Erkenntnis die Schwingungen in Metall gravieren könnte, damit eine an einer Membran befestigten Nadel dann über die eingravierten Schwingungen laufen und die Töne reproduzieren könnte. Er nannte sein so konzipiertes Gerät Paléophone. Bevor Cros sich näher mit dieser Idee beschäftigen oder gar ein Modell bauen konnte, entwickelte Thomas Alva Edison den ersten funktionierenden Phonographen.
Charles Cros verstarb im Alter von nur 45 Jahren in Paris. Die Académie Charles Cros in Paris ist nach ihm benannt.

## Werke
- Un drame interastral, 1872
- Le Coffret de santal, 1873
- Le Fleuve, 1874
- La Vision du Grand Canal des Deux Mers, 1888
- Le Collier de griffes, postum 1908
- Charles Cros, Tristan Corbière: Oeuvres complètes. Gallimard, Paris 1970, ISBN 2-07-010155-X

### Übersetzungen
- Mädchen aus dem Nachtlokal: Seemanns- u. Bordellballaden. Pforzheim 1974
- Das Sandelkästchen. Essen, 1993 ISBN 3-89206-484-9
- Die Wissenschaft der Liebe. Berlin, 1993 ISBN 3-926867-15-9
- Die Krallenkette und verstreut gedruckte Gedichte. Essen, 1995 ISBN 3-89206-587-X